# Beli

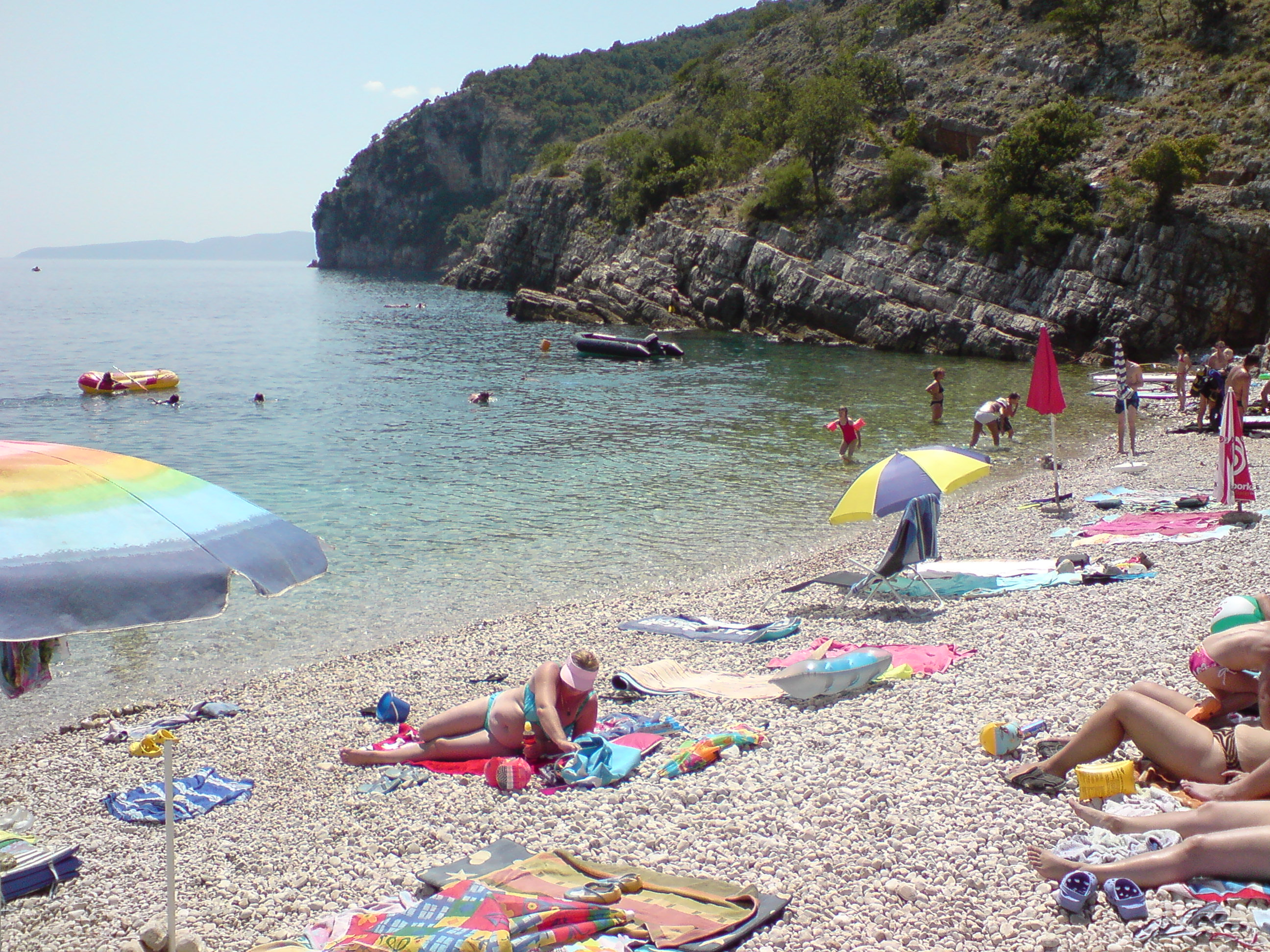
Pláž v Beli

Beli (italsky Caisole) je vesnice a přímořské letovisko v Chorvatsku v Přímořsko-gorskokotarské župě. Nachází se na severu ostrova Cres a je součástí opčiny města Cres. V roce 2011 zde žilo celkem 47 obyvatel.
Sousedními vesnicemi jsou Ivanje, Sveti Petar a Važminec.